# بينو راينهارد
بينو راينهارد (بالألمانية: Benno Reinhardt)‏ هو عالم أمراض وطبيب وصيدلي وأستاذ جامعي ألماني، ولد في 14 مايو 1819 في نويشتريليتز في ألمانيا، وتوفي في 11 مارس 1852 في برلين في ألمانيا.